# Haven (Washington)
Haven az Amerikai Egyesült Államok északnyugati részén, Washington állam Grant megyéjében elhelyezkedő kísértetváros.
Haven postahivatala 1907 és 1913 között működött. A település névadója Henry H. Haven.

## Fordítás
Ez a szócikk részben vagy egészben  a   Haven, Washington című angol Wikipédia-szócikk ezen változatának fordításán alapul.  Az eredeti cikk szerkesztőit annak laptörténete sorolja fel. Ez a jelzés csupán a megfogalmazás eredetét és a szerzői jogokat jelzi, nem szolgál a cikkben szereplő információk forrásmegjelöléseként.